# Aulendorf
Aulendorf – miasto uzdrowiskowe w Niemczech, w kraju związkowym Badenia-Wirtembergia, w rejencji Tybinga, w regionie Bodensee-Oberschwaben, w powiecie Ravensburg,
W mieście znajduje się stacja kolejowa Aulendorf.

## Współpraca

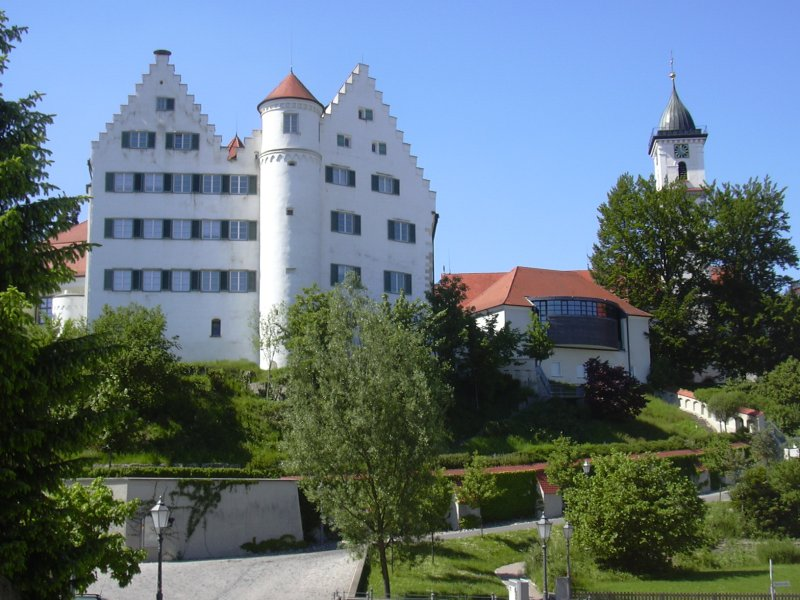
Zamek Aulendorf

Miejscowość partnerska:
- Conches-en-Ouche, Francja